# Mestni promet Kamnik
Mestni promet Kamnik se je izvajal pod nazivom Kamnik bus na 6 avtobusnih progah na območju Občine Kamnik med 27. avgustom 2012 in 31. decembrom 2015.
Avtobus je povezoval turistične kraje in bivalna okoliška naselja z mestom Kamnik.

## Izvajalec
Podeljeno koncesijo javnega mestnega prometa je izvajalo podjetje Kam-Bus.

## Vozovnice
Cena ene vožnje je bila 0,80€. Dnevne vozovnice 1€, mesečne pa 25€.

## Seznam ukinjenih prog mestnega prometa
| proga | proga                          | relacija                                                                                              |
| ----- | ------------------------------ | --- |
|       | Kamnik – Qlandia               | AP Kamnik – Bakovnik – Duplica – Qlandia                                                              |
|       | Kamnik – Tunjice               | AP Kamnik – Tunjice                                                                                   |
|       | Kamnik – Snovik                | AP Kamnik – Vrhpolje – Srednja vas – Snovik                                                           |
|       | Kamnik – Kamniška Bistrica     | AP Kamnik – Stranje – Stahovica – Kamniška Bistrica AP Kamnik – Godič – Stahovica – Kamniška Bistrica |
|       | Kamnik – Volčji Potok – Šmarca | AP Kamnik – Bakovnik – Duplica – Volčji Potok – Šmarca                                                |
|       | Kamnik – Perovo                | AP Kamnik – Perovo                                                                                    |

## Avtobusi
- 1× Mercedes-Benz Vario minibus